# Honda GL 1800 Gold Wing
Honda GL 1800 Gold Wing (používají se i jména Goldwing nebo GoldWing) je pátým modelem řady Gold Wing. 
Jedná se o plnohodnotný cestovní motocykl představený roku 1974 firmou Honda na motosalonu v italské Bologni. Při vývoji byl kladen velký důraz na spolehlivost, což bylo vyjádřeno rčením "Toto je první skupina řidičů, kteří si nemusí balit do zavazadel nářadí." 
Gold Wing se stal vlajkovou lodí Hondy. V průběhu následujících třiceti let se původní plochý čtyřválec 1000 ccm vyvinul na plochý šestiválec 1800 ccm. 
Suchá hmotnost vzrostla z počátečních 265 kg na 389 kg (s prázdnou nádrží) u modelu GL1800.

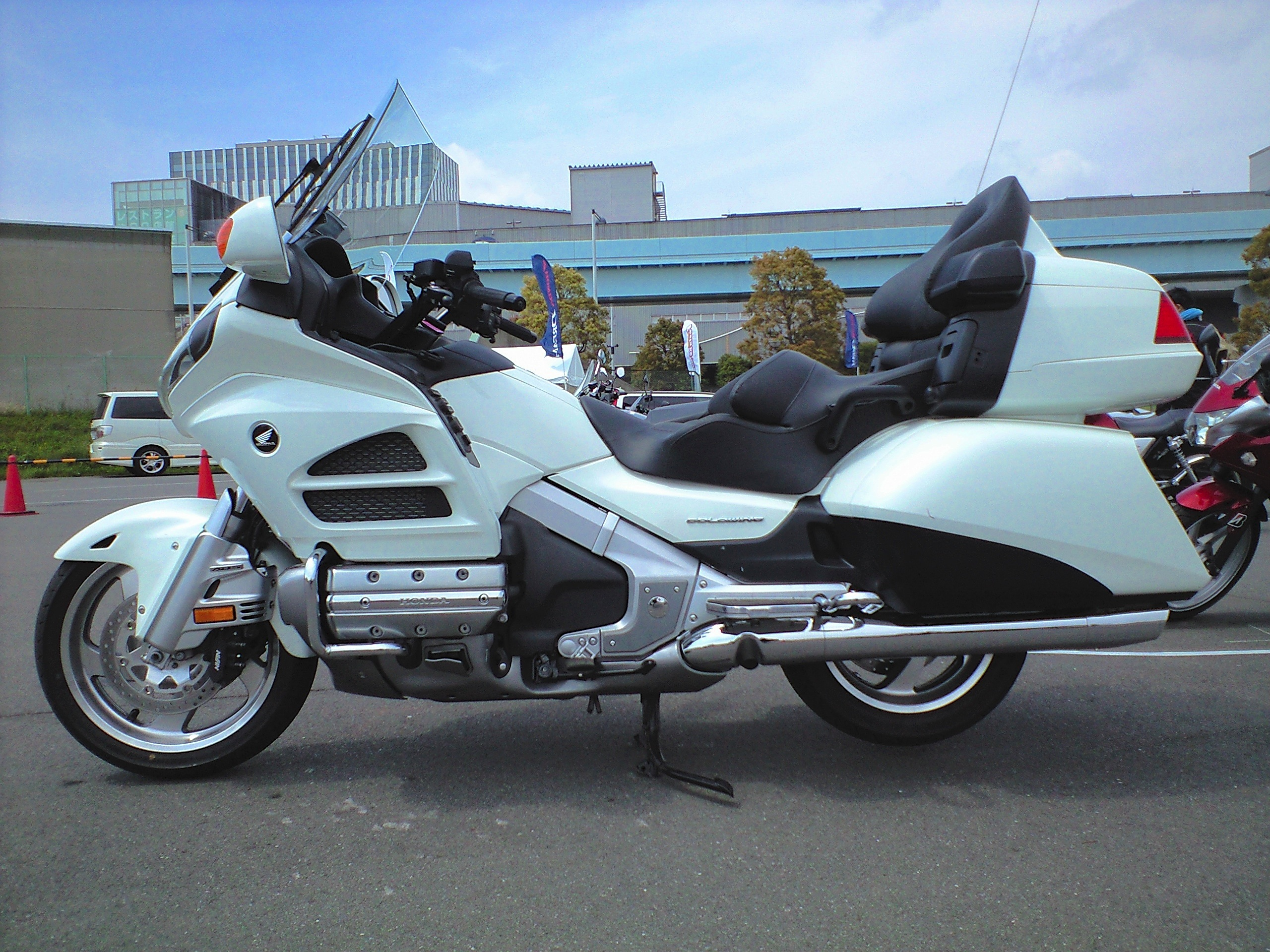
2012 Gold Wing GL1800 with windshield wiper

## Výrobce
Honda. V letech 1975 - 1980 byla výroba zahájena v Japonsku. Během výroby modelu GL1100 byla výroba přenesana roku 1980 do Marysville, Ohio, USA. Zde byla v roce 2010 výroba ukončena. V roce 2011 byla výroba přesunuta do prefektury Kumamoto v Japonsku. 
V roce 2011 nebyl uveden nový model. Modelový rok 2012 byl vyráběn v Japonsku na zařízeních převezených z původní americké továrny.

## GL1800
Honda Gold Wing GL1800 je vyráběna od roku 2001 dodnes 

### Rozměry
- Délka	2630 [mm]
- Šířka	 945 [mm]
- Výška	1455 [mm]
- Výška sedla	740 [mm]
- Pohotovostní hmotnost	421 [kg]

### Motor
- Objem motoru 1832 ccm
- Kapalinou chlazený čtyřtaktní dvanáctiventilový šestiválcový boxer SOHC
- Elektronické vstřikování paliva PGM-FI s automatickým sytičem
- Výkon 87 kW / 5 500 ot/min
- Kroutící 167 Nm / 4 000 ot/min

### Převodovka
- 5 stupňů

Pohon zadního kola kardanem

### Barevná provedení

#### 2001
- GL1800, Standard & ABS

Pearl Canyon Red (Illusion Red), R259
Pearl Apollo Blue, PB304P
Pearl Hot Rod Yellow, Y130P
Silver Metallic, NH456M
Gloss Black, NH1Z

#### 2002
- GL1800, Standard & ABS

Stream Silver Metallic, NH469M
Pearl Sunburst Orange, YR232P
Pearl Canyon Red (Illusion Red), R259
Pearl Hot Rod Yellow, Y130P
Pearl Chromium Purple (Illusion Blue), P44P
Gloss Black, NH1Z

#### 2003
- GL1800, Standard & ABS

Pearl Chromium Purple (Illusion Blue), P44P
Pearl Hot Rod Yellow, Y130P
Stream Silver Metallic, NH469M
Candy Durango Red, R274
Candy Jupiter Orange, YR236M
Gloss Black, NH1Z

#### 2004
- GL1800, Standard & ABS

Candy Durango Red, R274
Challenger Brown Metallic (Titanium), Y181P
Flared Red, R288
Kelley Magenta Metallic, RP166
Arctic White, NHA29
Candy Black Cherry, R287
Gloss Black, NH1Z

#### 2005
- GL1800, Standard & ABS

Arctic White, NHA29
Candy Black Cherry, R287
Pearl Hot Rod Yellow, Y130P
Billet Silver Metallic, NHA27M
Portland Gray Metallic, NHA45M
Nova Blue, PB356M

#### 2006
- GL1800, All Models

Arctic White, NHA29
Challenger Brown Metallic (Titanium), Y181P
Gloss Black, NH1Z
Topeka Gold, YR248
Cabaret Red, R303

#### 2007
- GL1800, All Models

Cabaret Red, R303
Billet Silver Metallic, NHA27M
Nebulous Black Metallic, NHA73M
Newport Blue Metallic, B192M
Crucible Orange Metallic, YR275M

#### 2008
- GL1800, All Models

Pearl Alpine White, NH452M
Cabaret Red, R303
Challenger Brown Metallic (Titanium), Y181P
Gloss Black, NH1Z
Candy Caliente Red, R325M
Billet Silver Metallic,NHA27M goldwingdocs.com